# Bist
Bist (arhaični njem. Bießt, fra. Bisten) rijeka je u Francuskoj i Njemačkoj, 26.3 km dugi lijevi pritok Saara. Duga je 26.3 km, od čega 15.8 km unutar Francuske i na francusko-njemačkoj granici.
Bist izvire u blizini francuskog sela Boucheporn, Lorena i teče prema sjeveroistoku do Creutzwalda. Odatle slijedi francusko-njemačku granicu prema sjeveru 3 km do Überherrna, zatim teče prema istoku do Werbeln (okrug Wadgassen) i prema sjeveru da bi se spojio sa Saarom odmah sjeverno od mosta Autobahn 620 u Wadgassenu, Saarske.

## Vanjske poveznice
|  | Zajednički poslužitelj ima još gradiva o temi Bist |